# 舞花
舞花（まいか、Maika、1990年8月31日 - ）は、日本の女性シンガーソングライター。熊本県出身。

## 経歴

### メジャー・デビュー前
小学生の頃は、人と話すのが苦手で、気持ちを上手く表現できなかった。中学1年生の時に、テレビCMでケイコ・リーの『ウィ・ウィル・ロック・ユー』を聴き、音楽に興味を持つ。洋楽も聴くようになり、洋楽のストレートな歌詞に感銘し、「自分もちゃんと気持ちを表現できる人間になりたい」と思うようになった。メジャー・デビュー後のインタビューで、これが自身の音楽のルーツであると明かしている。
中学1年生の誕生日に親からギターをプレゼントされる。難しかった為、1年ほど放置したが、2年生になってから弾き始め、友達と一緒にギタースクールに通い始めた。当時はアヴリル・ラヴィーンが好きで、弾き語りでカバーしていた。高校生になると、カバー曲とオリジナル曲を2・3曲用意して地元熊本のアーケード街で路上ライブを開始する。
2007年、高校2年の時にヤマハが主催するThe 1st Music Revolutionにオリジナル曲で参加、九州AREA FINALにてグランプリを受賞、九州代表としてJAPAN FINALに出場。ここで才能を見出され、高校卒業と共に上京することとなる。
2008年8月、熊本野外劇場アスペクタで行われた「ラストサマーファンタジー2008〜阿蘇の風〜」（KAB）に出演。9月、熊本BATTLE STAGEで行われた杉山清貴の「アコースティックツアー2008」のオープニングアクトとして出演。10月、同会場で行われた地元テレビ局RKKの音楽番組『根本要の音楽山盛』の公開収録に出演し番組司会の根本要とコラボ演奏した。ライブのMCでは根本に「既に完成されている」と絶賛された。
2009年3月、高校卒業日にインディーズ・シングル『never cry』を九州地区限定で販売し、完売。卒業後、デビューのために上京。

### メジャー・デビュー後
2010年
- 1月、iTunesが選ぶ期待の新人アーティスト“iTunes Japan Sound of 2010”にも選ばれ、「今週のシングル」で『Never Never Never give up』が取り上げられる[1]。その1週間後に、同曲を100円シングルとしてTOWER RECORDSで限定販売を行い、完売した[1]。
- 4月14日、『never cry』でメジャー・デビュー。発売日の翌15日、九州のローカル番組『ドォーモ』に出演し、同曲を生ライブという形で初めてテレビ番組で披露した。シングルはオリコンチャートで初登場14位を記録した[1][注 1]。
- 10月20日、3枚目のシングル『心』を発売。表題曲は映画『雷桜』の主題歌。映画主題歌として舞花の楽曲が使用されるのは初である。楽曲のオファーは舞花の声を気に入った廣木隆一監督が直接行った[5]。

2013年
- 4月1日、公式サイトにおいてヤマハミュージックアーティストから離れることを発表。また同時に音楽活動を継続することも表明した。
- 10月、音楽活動を再開。

## 音楽性

### 影響
影響を受けたアーティストはケイコ・リー、アヴリル・ラヴィーン。

### 楽曲制作
共作者のYUMIとは彼女の実母のこと。楽曲のクレジットは“舞花&YUMI”と表記されている。

### ボーカル
舞花のいくつかの楽曲を手がけているJeff Miyaharaは「本能的で野性的な歌唱力。強いボーカル、印象的なボイス。一度聴いたら心に刻まれることは確実」と評している。マーティ・フリードマンは雑誌『日経エンタテインメント!』で連載している「マーティ・フリードマンのJ-POPメタル斬り」のウェブ版において、彼女のボーカルの特徴は「声の範囲が凄く広い」ことだと述べた。メインは低音域だが、高音になればなるほど独特の味が出てくると批評している。尤も、彼女の一番の魅力は少し海外アーティストを意識した様な“キャラ”だとコメントしている。

## ディスコグラフィー

### シングル
| 1st                                                   | 2010年1月27日  | Never Never Never give up | －  | － | － |  | Possible |
| メジャー                                              |                |                           |     |    |    |  |          |
| 1st                                                   | 2010年4月14日  | never cry                 | 14  | 4  | － |  | Possible |
| 2nd                                                   | 2010年6月23日  | 教えてよ〜miseducation〜  | 105 | － | － |  | Possible |
| 3rd                                                   | 2010年10月20日 | 心                        | 20  | 9  | 11 |  | 未定     |
| 4th                                                   | 2012年5月9日   | やだよ…                   | 176 |    |    |  | 未定     |
| "—"はチャート圏外、チャート対象外の何れかを意味する。 |                |                           |     |    |    |  |          |

### 配信限定シングル
| 発売日        | タイトル               | 規格     |
| ------------- | ---------------------- | -------- |
| 2010年12月8日 | 心〜あなたへ〜         | 音楽配信 |
| 2014年7月23日 | Loser                  | 音楽配信 |
| 2014年7月23日 | つぶやく。。。         | 音楽配信 |
| 2015年9月21日 | 水族館                 | 音楽配信 |
| 2015年9月21日 | maybe                  | 音楽配信 |
| 2017年2月14日 | 新世界                 | 音楽配信 |
| 2018年1月03日 | Survivor               | 音楽配信 |
| 2018年2月14日 | I Know                 | 音楽配信 |
| 2018年6月6日  | 会いたいなんて言わない | 音楽配信 |

### アルバム
| 枚  | 発売日        | タイトル |
| --- | ------------- | -------- |
| 1st | 2010年6月30日 | Possible |
| 2nd |               | BREAK IT |

### 客演
| 発売日                                                | 作品名                     | 最高順位 | 最高順位 | 最高順位 | 認定 | アルバム |
| 発売日                                                | 作品名                     | オリコン | Hot 100  | RIAJ DL  | 認定 | アルバム |
| ----------------------------------------------------- | -------------------------- | -------- | -------- | -------- | ---- | -------- |
| 2010年12月8日                                         | 鏡花水月(miCKun feat.舞花) | 120      | －       | －       |      | D.N.A    |
| "—"はチャート圏外、チャート対象外の何れかを意味する。 |                            |          |          |          |      |          |

| 発売日                                        | 作品名                               | 最高順位 | 最高順位 | 認定 | アルバム                                           |
| 発売日                                        | 作品名                               | Hot 100  | RIAJ DL  | 認定 | アルバム                                           |
| --------------------------------------------- | ------------------------------------ | -------- | -------- | ---- | -------------------------------------------------- |
| 2011年10月26日                                | LiAR LiAR feat.舞花                  |          |          |      | BEHIND the TRUTH（NERDHEAD）                       |
| 2012年2月15日                                 | Close To You feat.舞花               |          |          |      | GO! GO! LGYankees!!!（LGYankees）                  |
| 2012年4月18日                                 | 君がいない feat.舞花                 |          |          |      | SO-TA（SO-TA）                                     |
| 2012年8月8日                                  | Hey Baby feat.舞花                   |          |          |      | Colorful Love（PURPLE REVEL）                      |
| 2012年9月12日                                 | Love & Music Power feat.舞花         |          |          |      | HIGH ROLLER（NO DOUBT FLASH）                      |
| 2012年10月24日                                | クリスマスキャロルの頃には feat.舞花 |          |          |      | GUILTY PLEASURES CHRISTMAS（スコット・マーフィー） |
| "—"はチャート圏外かチャート対象外を意味する。 |                                      |          |          |      |                                                    |

### ミュージック・ビデオ
| 年     | ビデオ                      | 監督     |
| ------ | --------------------------- | -------- |
| 2010年 | never cry                   | 和田泰宏 |
| 2010年 | 教えてよ〜miseducation〜    | 和田泰宏 |
| 2010年 | 心 (Movie Ver.)             | 廣木隆一 |
| 2010年 | 心 (Movie Ver.)(Short Ver.) | 廣木隆一 |
| 2010年 | 鏡花水月feat.舞花           | 多田卓也 |
| 2012年 | やだよ...                   | 久保憲司 |
| 2016年 | maybe                       | 不明     |
| 2017年 | 新世界                      | 不明     |
| 2018年 | Survivor                    | 不明     |
| 2018年 | I know                      | 不明     |